# Manuel da Silva Ramos
Manuel da Silva Ramos (Covilhã, 1947) é um escritor português.

## Biografia
Foi para Lisboa estudar Direito na Faculdade de Direito da Universidade de Lisboa, mas acabaria por exilar-se em França.

## Obra
- Os Três Seios de Novélia (1969)
  - em 1997 publica três livros em parceria com Alface:
- Os Lusíadas (1977)
- As Noites Brancas do Papa Negro (1982)
- Beijinhos (1996)
- O Tanatoperador (1999)
- Adeusamália (1999)
- Coisas do Vinho, com ilustrações de Zé Dalmeida (1999)
- Jesus, The Last Adventure of Franz Kafka (2002)
- Portugal, e o Futuro?
- Viagem com Branco no Bolso (2001)
- Café Montalto (2003)
- Ambulância (2006)
- O Sol da Meia-Noite (2007)
- Contos para a Juventude (contos, 2007).
- A Ponte Submersa (2007)
- Impunidade das Trevas (2015)
- Moçalambique (2017)

## Prémios
- Prémio de Novelística Almeida Garrett de 1968, instituído pela Editorial Inova e Portugália Editora, com "Os Três Seios de Novélia"

(de cujo júri faziam parte Óscar Lopes, Mário Sacramento e Eduardo Prado Coelho).
- Bolsa de Criação Literária atribuída pelo Ministério da Cultura (1997)
- Bolsa de Criação Literária (2001)